# Phradis nigritulus
Phradis nigritulus là một loài tò vò trong họ Ichneumonidae.